# Stupido hotel
Stupido hotel è il tredicesimo album in studio del cantautore italiano Vasco Rossi uscito il 6 aprile 2001.
L'album arriva in prima posizione e vi resta per dodici settimane non consecutive, diventando l'album più venduto in Italia dell'anno.

## Tracce
1. Siamo soli – 4:01 (testo: Vasco Rossi – musica: Tullio Ferro e Guido Elmi)
2. Ti prendo e ti porto via – 4:10 (testo: Vasco Rossi – musica: Gaetano Curreri e Saverio Grandi)
3. Standing ovation – 4:55 (testo: Vasco Rossi – musica: Vasco Rossi, Guido Elmi e Stefano Bittelli)
4. Stupido hotel – 4:22 (testo: Vasco Rossi – musica: Tullio Ferro e Guido Elmi)
5. Io ti accontento – 3:48 (testo: Vasco Rossi – musica: Vasco Rossi, Guido Elmi ed Alessandro Mingozzi)
6. Perché non piangi per me – 4:00 (testo: Vasco Rossi – musica: Guido Elmi e Massimo Riva)
7. Tu vuoi da me qualcosa – 4:24 (testo: Vasco Rossi – musica: Vasco Rossi e Stefano Bittelli)
8. Stendimi – 3:22 (testo: Vasco Rossi – musica: Tullio Ferro)
9. Quel vestito semplice – 3:14 (testo: Vasco Rossi e Gianni Novi – musica: Vasco Rossi, Guido Elmi e Gaetano Curreri)
10. Canzone generale – 3:31 (Vasco Rossi)

## Singoli
- Siamo soli (2001)
- Ti prendo e ti porto via (2001)
- Stupido hotel (2001)
- Io ti accontento (2002)
- Tu vuoi da me qualcosa (2002)

## Formazione
- Vasco Rossi - voce
- Vinnie Colaiuta - batteria
- Randy Jackson - basso
- Frank Nemola - tastiera, programmazione
- Stef Burns - chitarra elettrica
- Luca Bignardi - programmazione
- Celso Valli - tastiera, organo Hammond
- Paolo Gianolio, Dean Parks - chitarra acustica
- Michael Landau - chitarra acustica, chitarra elettrica
- Nando Bonini, Silvio Pozzoli - cori
- Larry Corbett, Bruce Dukov, Peter Kent, Evan Wilson - archi

## Classifiche

### Classifiche settimanali
| Classifica (2001) | Posizione massima |
| ----------------- | ----------------- |
| Europa            | 19                |
| Italia            | 1                 |
| Svizzera          | 11                |

### Classifiche di fine anno
| Classifica (2001) | Posizione |
| ----------------- | --------- |
| Europa            | 48        |
| Italia            | 1         |